# Liasis fuscus
Espèce
Synonymes
- Liasis cornwallisius Günther, 1879
- Nardoa crassa Macleay, 1886
- Katrinus fuscus jackyae Hoser, 2003

Statut de conservation UICN

 LC  : Préoccupation mineure
Statut CITES
Liasis fuscus est une espèce de serpents de la famille des Pythonidae.

## Répartition
Cette espèce se rencontre :
- en Australie dans le Territoire du Nord, au Queensland et en Australie-Occidentale ;
- en Nouvelle-Guinée occidentale en Indonésie ;
- en Papouasie-Nouvelle-Guinée.

## Description
C'est un serpent constricteur ovipare.

## Publication originale
- Peters, 1873 : Über eine neue Schildkrötenart, Cinosternon effeldtii und einige andere neue oder weniger bekannte Amphibien. Monatsberichte der Königlich Preussischen Akademie der Wissenschaften zu Berlin, vol. 1873, p. 603-618 (texte intégral).